# North Pole
North Pole es una ciudad ubicada en el borough de Fairbanks North Star, Alaska, Estados Unidos. Tiene una población estimada, a mediados de 2021, de 2285 habitantes.

## Geografía
La ciudad está ubicada en las coordenadas 64°45′10″N 147°21′46″O / 64.75278, -147.36278. Según la Oficina del Censo de los Estados Unidos, North Pole tiene una superficie total de 10.62 km², de la cual 10.58 km² corresponden a tierra firme y 0.04 km² son agua.

## Demografía
Según el censo de 2020, en ese momento había 2243 personas residiendo en North Pole. La densidad de población era de 186.67 hab./km². El 67.19% de los habitantes eran blancos, el 4.90% eran afroamericanos, el 6.15% eran nativos de Alaska, el 4.68% eran asiáticos, el 1.03% eran isleños del Pacífico, el 1.92% eran de otras razas y el 14.13% eran de una mezcla de razas. Del total de la población, el 7.49% eran hispanos o latinos de cualquier raza.